# Kugel-Primel

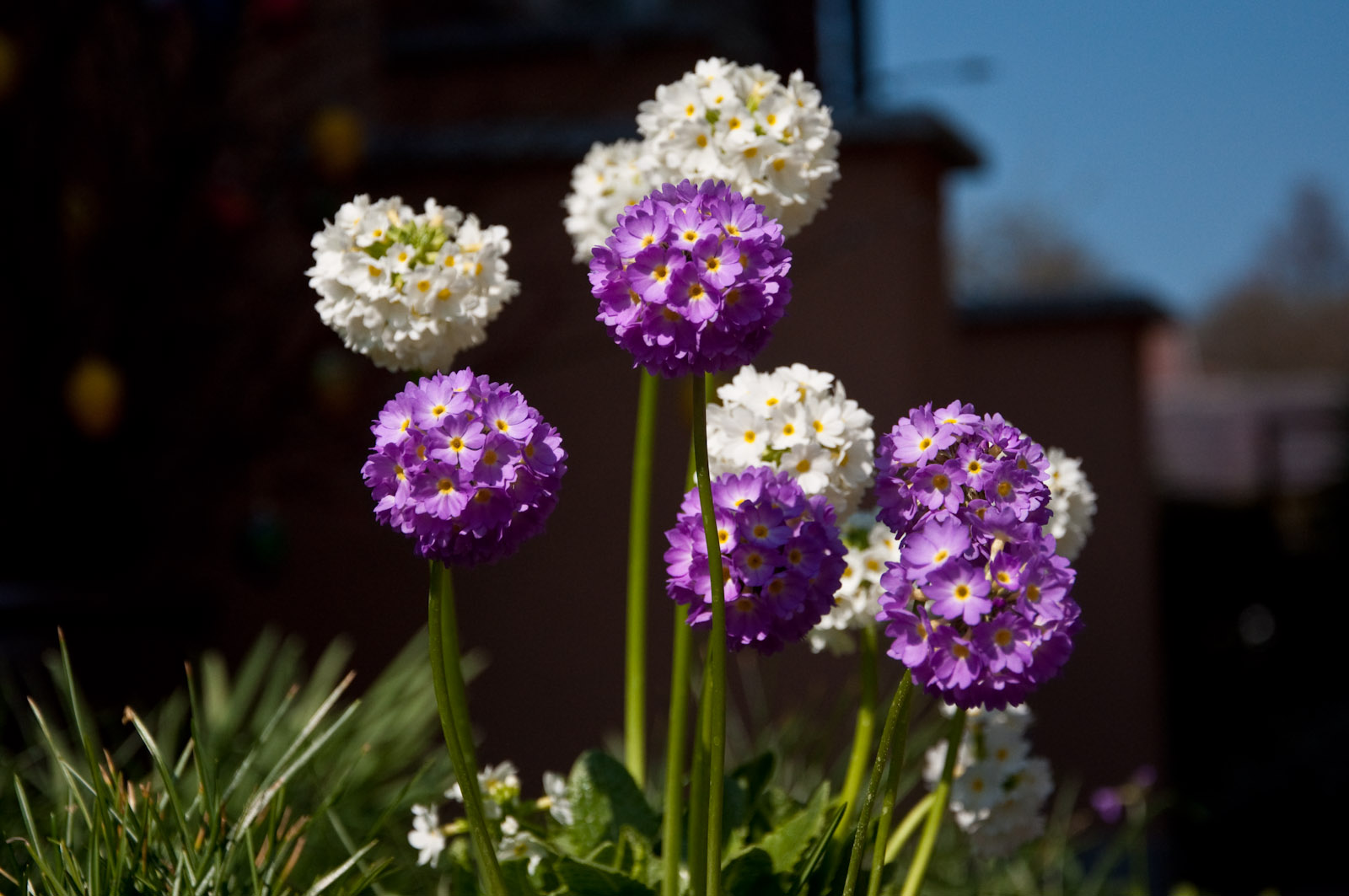
Hohe Blütenstandsschäfte und kugelige Blütenstände

Die Kugel-Primel (Primula denticulata) ist eine Pflanzenart aus der Gattung der Primeln (Primula). Sie ist in Asien beheimatet.

## Beschreibung

### Vegetative Merkmale
Die Kugel-Primel wächst als ausdauernde krautige Pflanze, die Wuchshöhen bis 30 Zentimeter erreicht.
Die in einer grundständigen Blattrosette angeordneten Laubblätter besitzen einen breit geflügelten Blattstiel, der sich undeutlich von der Blattspreite abgrenzt bis fast so lang wie die Blattspreite ist. Die einfache, längliche oder verkehrt-lanzettliche Blattspreite besitzt anfangs eine Länge von 3 bis 15 cm und verlängert sich bis zur Fruchtreife auf eine Länge von bis zu 20 cm sowie eine Breite von meist 1,5 bis 4 cm. Die Spreitenbasis verschmälert sich zum Blattstiel hin, das obere Ende ist gerundet oder stumpf und der Blattrand ist gezähnt. Die Blattunterseite ist entlang der Blattadern flaumig behaart oder fast kahl und manchmal zur Fruchtreife weiß oder gelb bemehlt. Die Blattoberseite ist flaumig behaart oder kahl.

### Generative Merkmale
Der flaumig behaarte oder kahle Blütenstandsschaft ist während der Blütezeit 5 bis 30 cm hoch und verlängert sich bis zur Fruchtreife auf bis zu 45 cm; die obere Hälfte kann bemehlt sein. Der kugelige, kopfige, doldige Blütenstand enthält viele Blüten. Die vielen sich an ihrer Basis überlappenden Tragblätter sind bei einer Länge von 5 bis 10 mm lanzettlich und leicht gewölbt. Der Blütenstiel weist eine Länge von 1 bis 5 mm auf.
Die zwittrigen Blüten sind radiärsymmetrisch und fünfzählig mit doppelter Blütenhülle. Die Endblüten des Blütenstandes öffnen sich und sind fertil. Die fünf 5 bis 10 mm langen Kelchblätter sind bis höchstens der Hälfte ihrer Länge schmal glockig verwachsen. Die fünf oft purpurfarben getönten Kelchzähne sind länglich-lanzettlich und bemehlt oder besitzen winzige Drüsen und sind bewimpert. Die fünf rosa-purpurfarbenen, purpurfarbenen bis blauen oder selten weißen Kronblätter sind zu einer 0,8 bis 1,2 cm langen Kronröhre verwachsen. Der Kronschlund besitzt einen Durchmesser 1 bis 2 cm und ein gelbes Auge. Die fünf verkehrt-eiförmigen Kronlappen sind tief ausgerandet. Der Fruchtknoten ist oberständig. Es liegt Heterostylie vor. Es ist nur der innere Kreis mit meist fünf Staubblättern vorhanden. Es gibt etwa gleich viele Individuen mit 1,5 bis 2 mm langem Griffel und etwa 6 mm über der Basis der Kronröhre inserierten Staubblättern, wie solchen mit 6 bis 7 mm langem Griffel und etwa 3 mm über der Basis der Kronröhre inserierten Staubblättern.
Die Blütezeit reicht von März bis April. Die Bestäubung erfolgt durch Insekten (Entomophilie).
Die fast kugelige Kapselfrucht ist kürzer als der Kelch und enthält viele Samen.

### Chromosomenzahl
Die Chromosomenzahl beträgt 2n = 32, 34 oder 44.

## Vorkommen
Die Kugel-Primel ist in Afghanistan im Hindukusch, sowie in Nord-Pakistan, Nepal, Sikkim, Bhutan, südöstlichen Tibet, Yunnan, Sichuan, Guizhou und nördlichen Myanmar heimisch. In China kommt sie auf nassen, lichten Standorten in Höhenlagen von 1500 bis 4100 Meter vor.

## Nutzung
Die Kugelprimel ist seit spätestens 1838 in Kultur. Sie wird als Zierpflanze in Steingärten, Staudenbeeten und Gehölzgruppen genutzt. Es gibt zahlreiche Sorten, zum Beispiel 'Alba', 'Blaue Auslese', 'Dunkle Farben' oder 'Rubin'.

## Philatelistisches
In der Briefmarkenserie Blumen gibt die Deutsche Post AG eine Marke mit einem Kugelprimelmotiv im Wert von 80 Eurocent heraus. Der Entwurf stammt von den Grafikern Stefan Klein und Olaf Neumann in Iserlohn. Erstausgabetag ist der 4. Dezember 2014.